# Lavinia Jones
Lavinia Jones (* 17. August 1973 in Johannesburg) ist eine südafrikanische Pop- und Euro-Dance-Sängerin. Ihr größter Hit Sing It to You (Dee-Doob-Dee-Doo) erschien 1994.

## Biografie
In ihrer frühen Jugend wollte Lavinia Jones Dichterin werden. Als sie 14 Jahre alt war, zog sie mit ihrer Familie nach München und lernte in der Europäischen Schule Deutsch, Englisch, Italienisch, Holländisch und Französisch. Neben einigen Jobs als Model und TV-Moderatorin trat sie im Theater und in Musicals auf. Ihr Lied Sing It to You (Dee-Doob-Dee-Doo) wurde von Andy Knote, der es gemeinsam mit Jo Mersmann geschrieben hatte, produziert und 1994 bei Virgin veröffentlicht. In Österreich stieg die Debütsingle der Südafrikanerin in die Top 10, in Deutschland und Großbritannien auf mittlere Chartränge.
Für die 1995er Dokumentation Für mich soll’s rote Rosen regnen sang Jones mit der Hauptdarstellerin Hildegard Knef Rodgers und Harts The Lady Is a Tramp im Duett. Ende 1997 reiste sie für zwei Monate durch Namibia, Sambia, Simbabwe und Botswana, um für n-tv einen Dokumentarfilm über Land und Leute zu drehen. Mit gleichem Zweck folgte im Anschluss eine einmonatige Tour durch Australien. Ende der 1990er Jahre nahm sich die Sängerin eine Auszeit und kehrte erst 2002 ins Business zurück.
2003 spielte Jones eine Krankenschwester im Film Die to Live – Das Musikill. Ihr Lied My Mans wurde Teil des Soundtracks. Im Sommer 2005 erschien das Album Chemistry, auf dem sich die Wahlmünchnerin endgültig vom Euro-Dance verabschiedete. Andreas Ecker von The Headroom Project remixte 2006 veröffentlichte und unveröffentlichte Tracks für die 2007er Sire EP. Im gleichen Jahr kam das Album @ngel in die Läden.

## Diskografie

### Alben
- 1995: Visions of Velvet Park
- 2005: Chemistry
- 2007: @ngel

### Singles und EPs
- 1994: Sing It to You (Dee-Doob-Dee-Doo)
- 1995: Velvet Park
- 1995: The Sound of Rain – Drop 2 Drop
- 1997: Secrets
- 1998: Sing It to You – Part II (The Sash! – Mixes)
- 2007: Sire EP